# Josef Frank (Architekt)

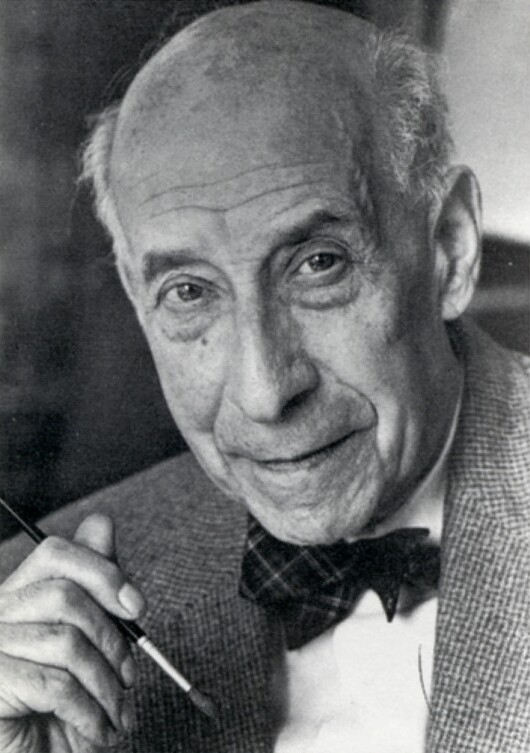
Josef Frank, etwa 1960

Josef Frank (* 15. Juli 1885 in Baden bei Wien; † 8. Jänner 1967 in Stockholm) war österreichisch-schwedischer Architekt. Gemeinsam mit Oskar Strnad schuf er die Wiener Schule der Architektur, die ein eigenes Konzept der Moderne von Häusern, Wohnungen und Inneneinrichtungen vertrat.

## Leben
Josef Frank war jüdischer Herkunft, seine Eltern waren der aus dem Komitat Heves in Ungarn stammende Kaufmann Ignaz (Isak) Frank (17. Oktober 1851 – 27. Jänner 1921 in Wien) und die aus Wien stammende Kaufmannstochter Jenny Feilendorf (3. September 1861 – 10. Februar 1941 in Wien), die am 3. Mai 1883 im Stadttempel Wien die Ehe eingegangen waren. Für seine Eltern gestaltete er das Grab in der Alten israelitischen Abteilung des Wiener Zentralfriedhofs, 1. Tor, Gruppe 19, Reihe 58, Grab Nr. 52. Sein Bruder war der österreichische Philosoph, Physiker und Mathematiker Philipp Frank.

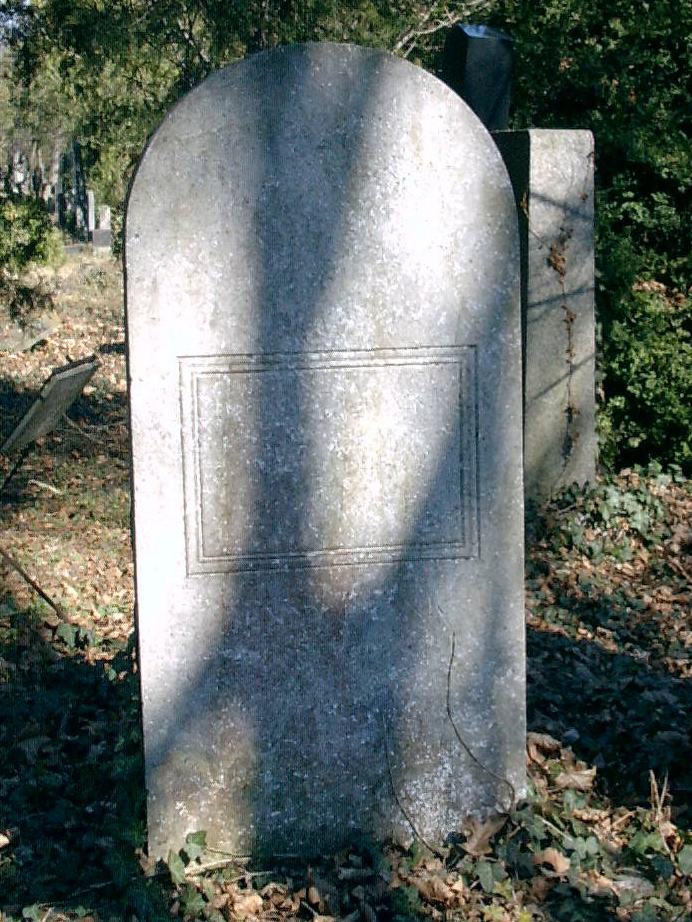
Von Josef Frank gestalteter Grabstein seiner Eltern.

Josef Frank studierte ab 1903 an der Technischen Hochschule Wien Architektur, absolvierte 1908 ein Praktikum bei Bruno Möhring in Berlin und wurde 1910 auf Basis seiner Dissertation über den Renaissance-Architekturtheoretiker Leon Battista Alberti zum Dr. techn. promoviert. Ein erster Auslandsauftrag führte ihn nach Köln, wo er die Inneneinrichtung des Ostasiatischen Museums gestaltete. Anfang 1912 heiratete Frank in Köln Anna Sebenius, eine schwedische, in Berlin ausgebildete Pianistin. Von 1919 bis 1925 war er Lehrer an der Wiener Kunstgewerbeschule. Er war Gründungsmitglied des Wiener Werkbundes, Initiator und 1932 auch Leiter des von der städtischen Siedlungsgesellschaft Gesiba getragenen Baues der Werkbundsiedlung in Wien.
Im Jahr 1933 emigrierte er nach Schweden und erhielt 1939 die schwedische Staatsbürgerschaft. Noch im selben Jahr nahm er an der 1939 New York World’s Fair teil und gestaltete dort als Designer für die Stockholmer Designerfirma Svenskt Tenn einen Raum im schwedischen Pavillon. Im Duo mit Estrid Ericson schuf er für die Firma zahlreiche Entwürfe, die zum Teil bis heute realisiert werden. Für Bösendorfer entwarf er 1934 einen Flügel.
Nach 1945 blieb Frank in Schweden. Er war von 1964 an Ehrenmitglied von The Circle, einer Londoner Gesellschaft von geflüchteten Architekten, Planern und Designern.
Begraben liegt Frank, zusammen mit seiner Frau Anna Frank auf dem Norra begravningsplatsen in Solna. 

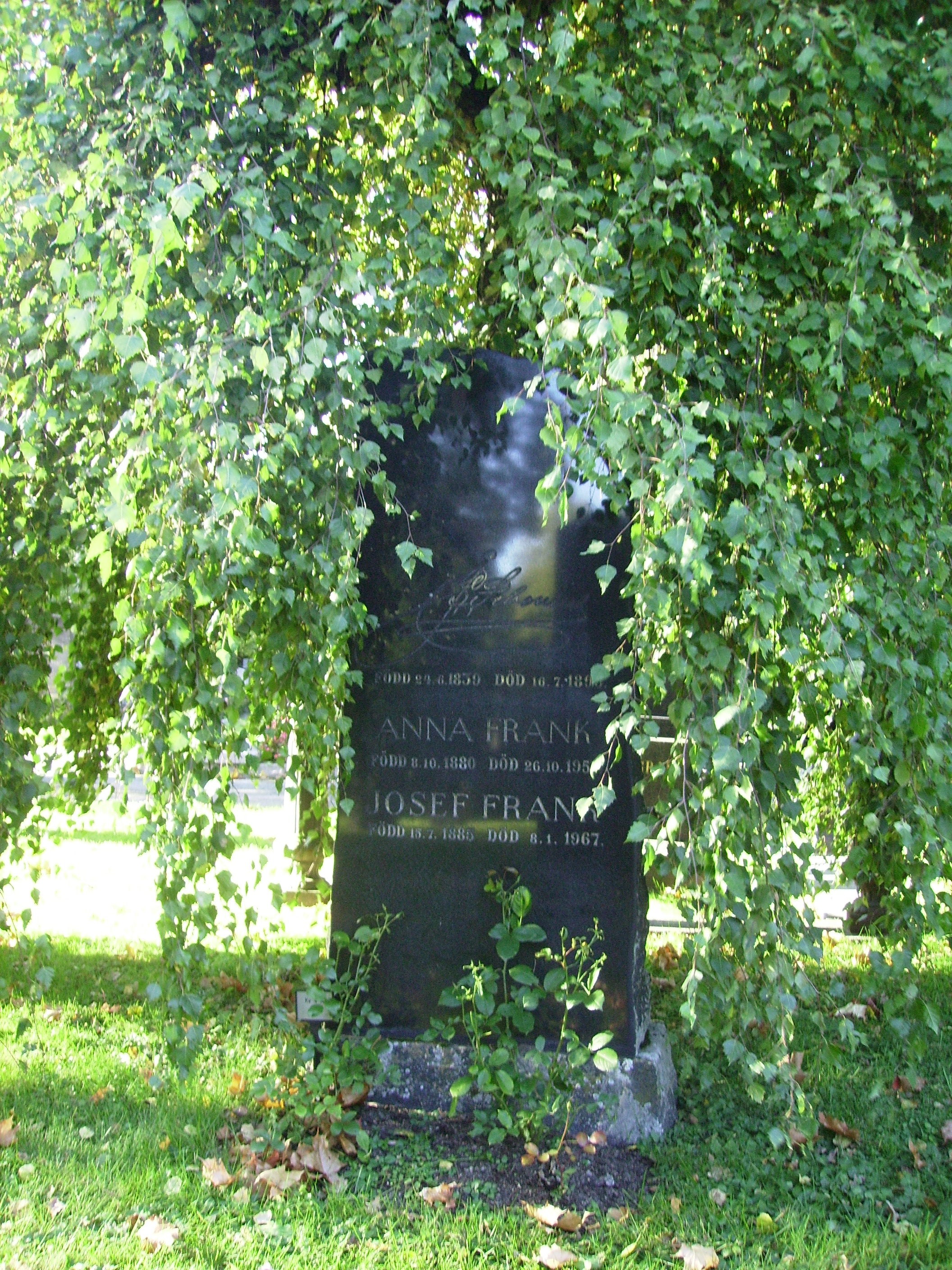
Das Grab von Anna und Josef Frank auf dem Friedhof in Solna

## Bedeutung
Josef Frank beschäftigte sich früh mit dem sozialen Wohnungsbau und mit Arbeitersiedlungen. Entgegen den meisten anderen Architekten der Zwischenkriegszeit in Wien vertrat er den Siedlungsgedanken und nicht die Schaffung von sogenannten Superblocks im kommunalen Wohnungsbau. Mit seinem Aufsatz Der Volkswohnungspalast. Eine Rede anläßlich der Grundsteinlegung, die nicht gehalten wurde in der Zeitschrift Der Aufbau, Nr. 7, 1926, polemisierte Frank gekonnt aber letztlich erfolglos gegen die von Hubert Gessner und anderen Schülern Otto Wagners vertretene Linie repräsentativer kommunaler Großbauten.
Er verzichtete auch auf Fassadendekor und bevorzugte klare funktionale Formen. Der Wiener Architekt und Möbeldesigner Luigi Blau bezeichnete ihn als eines seiner Vorbilder.
Neben seiner architektonischen Tätigkeit schuf Frank, speziell im Rahmen seiner Arbeit für Svenskt Tenn, hunderte Entwürfe für Möbel, Einrichtungsgegenstände, Stoffe, Tapeten und Teppiche. Weniger bekannt ist seine Tätigkeit als Maler. Bekennender Frank-Anhänger und -Fan ist der Apple-Designer Marc Newson. Viele von Franks Möbeln befinden sich heutzutage auch in den Auslandsvertretungen Schwedens, darunter in der schwedischen Botschaft in Algier sowie im Generalkonsulat in New York.
Auf Auktionen erzielen erste Exemplare seiner Möbelentwürfe mittlerweile Höchstpreise und befinden sich zudem auch in den Sammlungen des MoMA und des Nationalmuseums in Stockholm. Im Mai 2022 verkaufte das Stockholmer Auktionshaus Bukowskis einen mit einer Karte von Paris beklebten Schrank Josef Franks aus den späten 1930er Jahren für etwas mehr als 3,6 Millionen SEK, einschließlich Provision. Damit ist es das bis dato teuerste schwedische Möbelstück des 20. Jahrhunderts, das auf einer Auktion verkauft wurde.

## Anerkennung
- 1960 Preis der Stadt Wien für angewandte Kunst
- 1965 erste österreichische Frank-Ausstellung, veranstaltet von der Österreichischen Gesellschaft für Architektur[30]
- 1965 Großer Österreichischer Staatspreis für Architektur
- 1981 Ausstellung Josef Frank 1885–1967 im Österreichischen Museum für angewandte Kunst in Wien
- 1991 wurde die Josef-Frank-Gasse in Wien-Donaustadt (22. Bezirk), im Bezirksteil Aspern, nach dem Architekten benannt
- 2007 Ausstellung Josef Frank. Architekt und Outsider im Jüdischen Museum der Stadt Wien, Außenstelle Judenplatz[31]
- 2015/16 Ausstellung Josef Frank: Against Design im Österreichischen Museum für angewandte Kunst in Wien[32]

## Wichtige Bauten

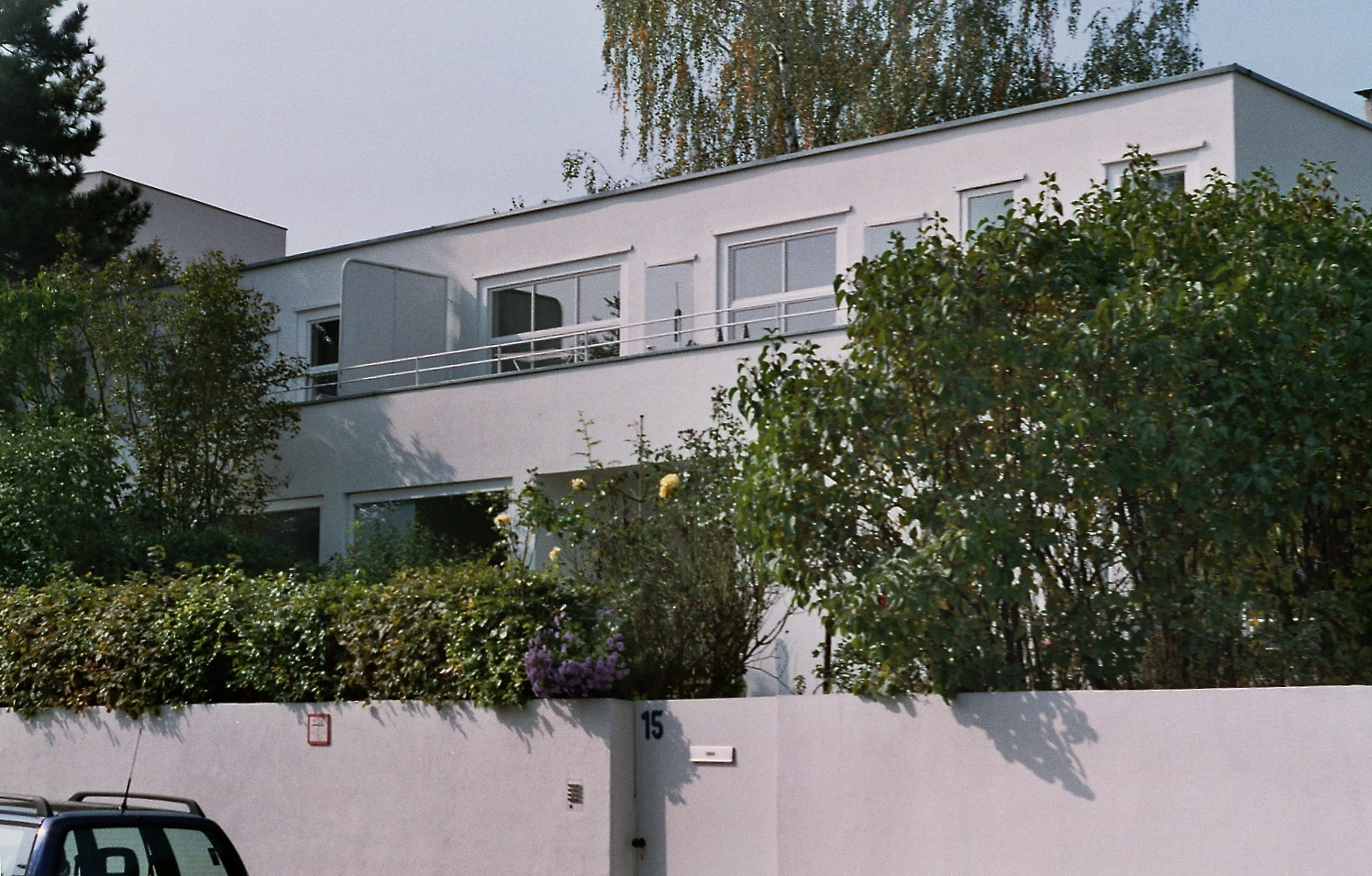
Doppelhaus in der Weißenhofsiedlung in Stuttgart

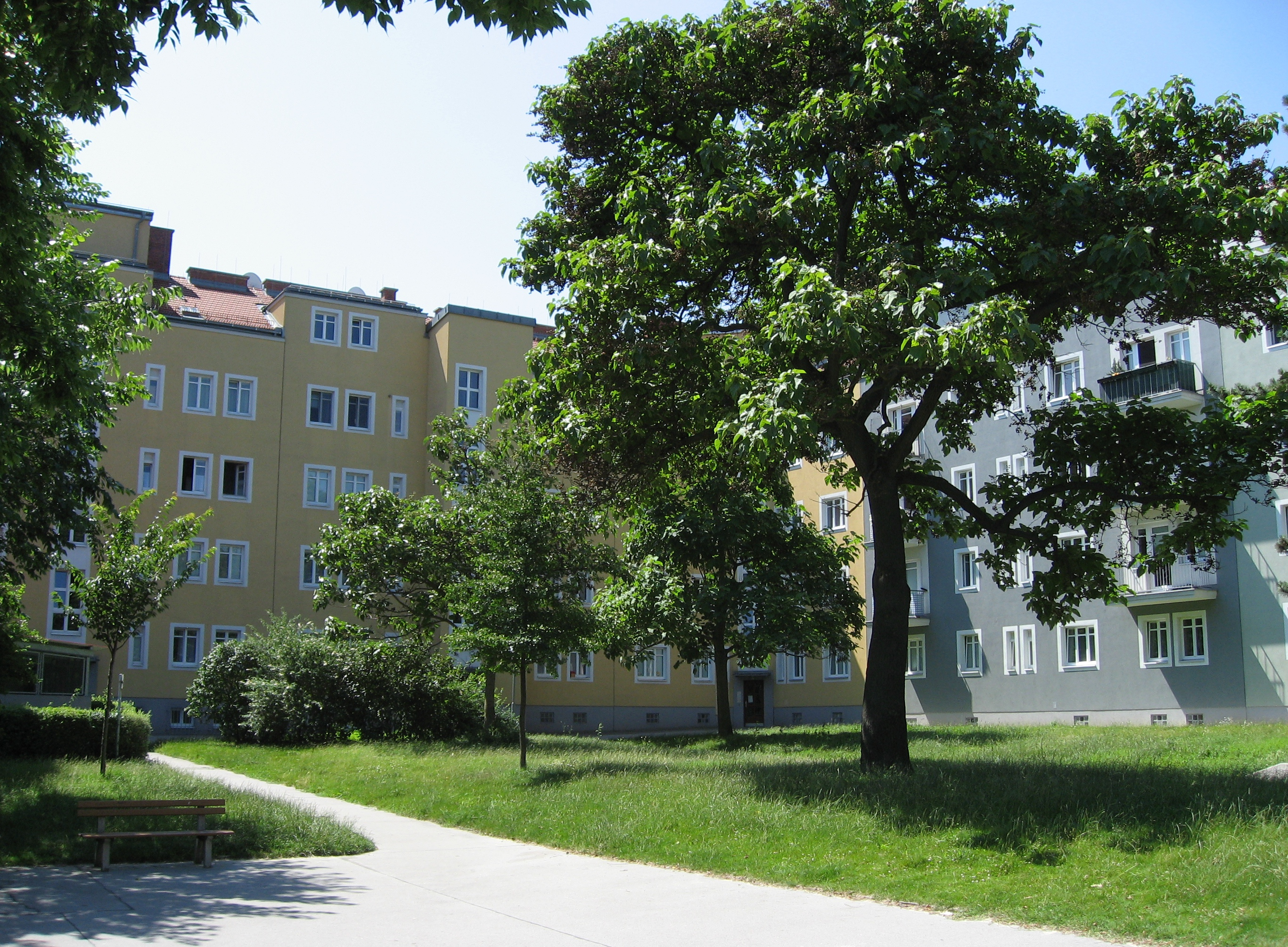
Frank / Wlach: Wien 11., Simmeringer Hauptstraße 142–150, heute Rosa-Jochmann-Hof

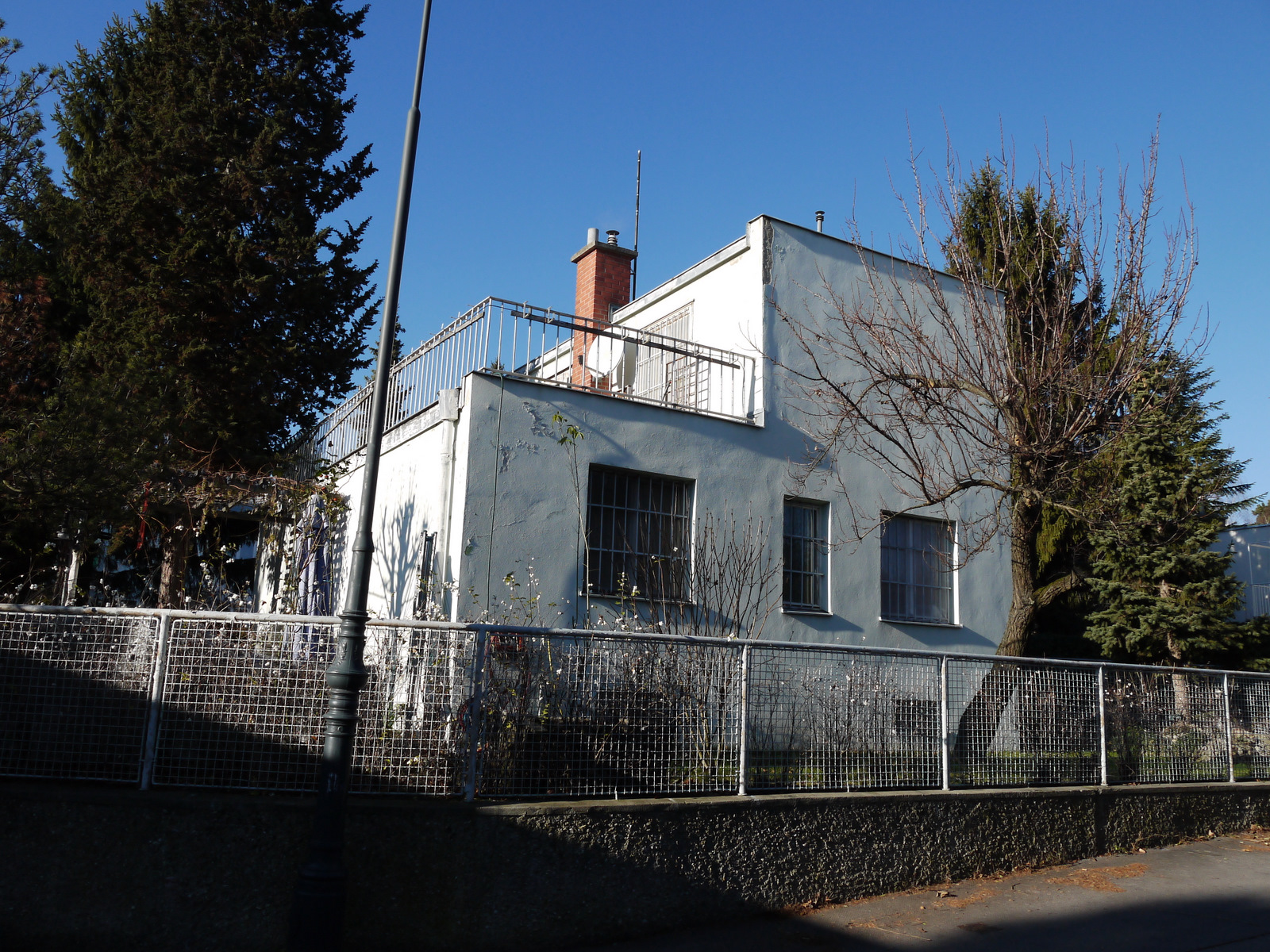
Das von Frank entworfene Haus 13., Woinovichgasse 32, in der Werkbundsiedlung Wien

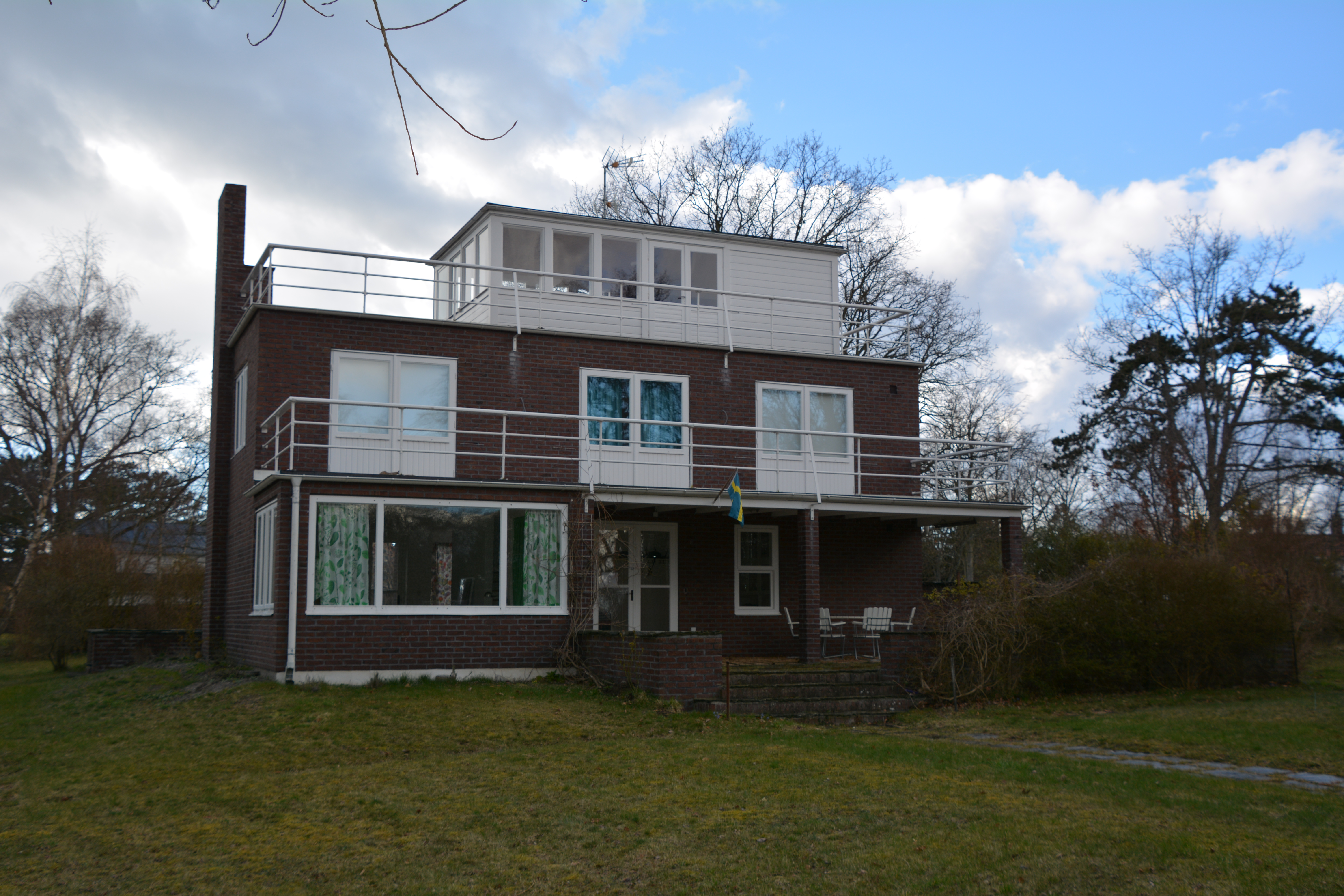
Das von Frank 1924 entworfene und 1927 für 19.000 SEK fertiggestellte Sommerhaus Villa Claëson für den Diplomaten Axel Claëson und seine Frau Sighild im Sommerferienort Falsterbo

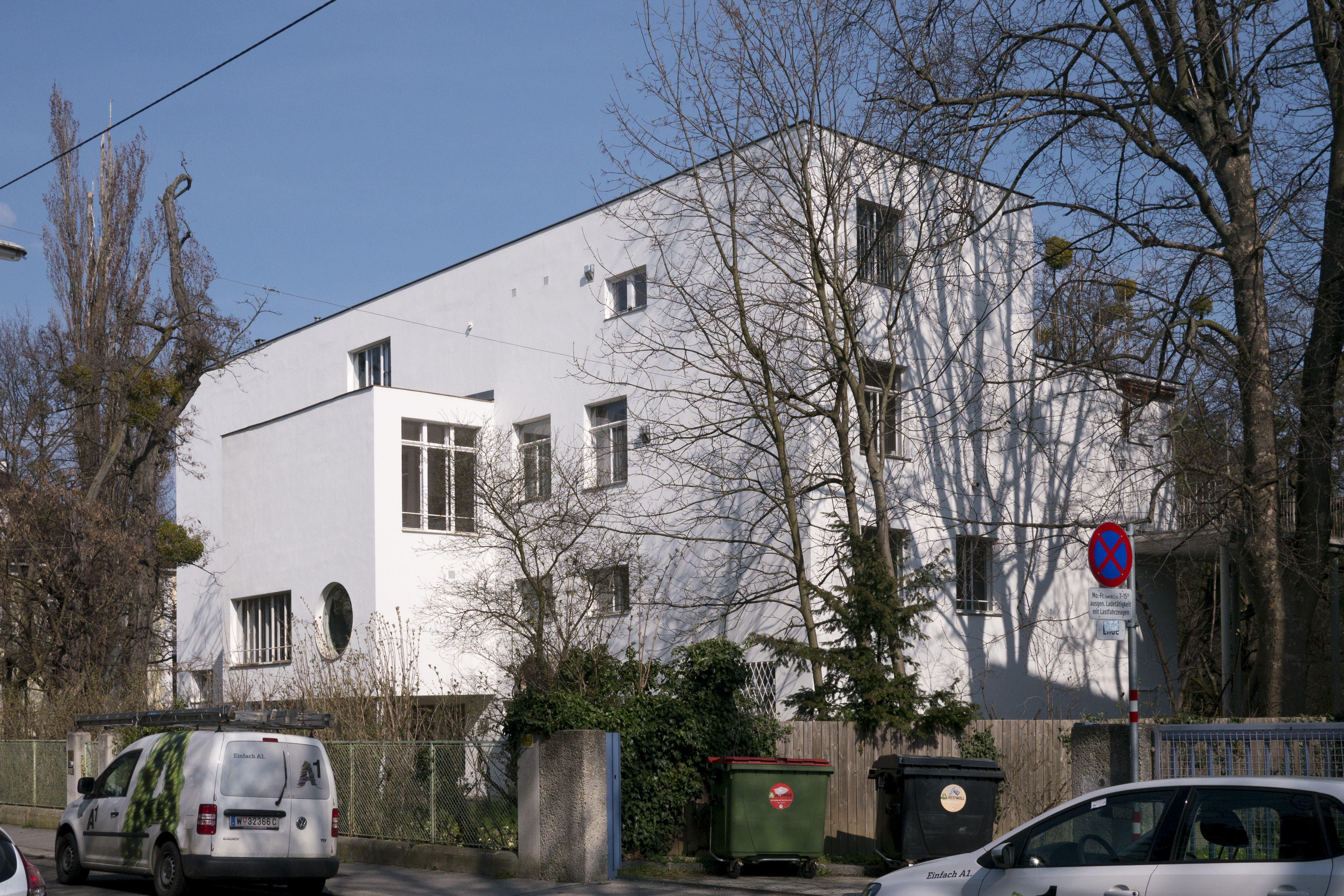
Die 1929 / 1930 für den Gummischuhsohlen-Fabrikanten Julius Beer gemeinsam mit Oskar Wlach realisierte und 800 Quadratmeter große Villa Beer in Wien 13., Wenzgasse 12

- Einrichtung des Ostasiatischen Museums in Köln (1912)[34][35]
- Haus Wien 19., Wilbrandtgasse 3 (1914; ehem. Haus Emil und Agnes Scholl), mit Oskar Wlach und Oskar Strnad
- Haus Wien 19., Wilbrandtgasse 11 (1914; ehem. Haus Oskar und Hanny Strauss), mit Oskar Wlach und Oskar Strnad
- Genossenschaftliche Siedlungsanlage Wien 12., Hoffingergasse, im Bezirksteil Altmannsdorf (1921–1924), gemeinsam mit Erich Faber; 284 Wohnungen in einfachen Reihenhäusern
- Kommunale Wohnhausanlage Wiedenhoferhof, Wien 17., Zeillergasse 7–11 (1924 / 1925), 237 Wohnungen
- Kommunale Wohnhausanlage Winarskyhof, Wien 20., Stromstraße 36–38 / Winarskystraße 15–21 / Pasettistraße 39–45 / Vorgartenstraße 44 (1924–1926), gemeinsam mit Peter Behrens, Karl Dirnhuber, Josef Hoffmann, Margarete Lihotzky, Adolf Loos, Franz Schuster, Oskar Strnad, Oskar Wlach; 534 Wohnungen und Gemeinschaftseinrichtungen
- Doppelhaus in Stuttgart, Weißenhofsiedlung (1927)
- Anbau an die Villa Hugo Blitz, Weilburgstraße 22 in Baden bei Wien, gemeinsam mit Oskar Wlach, „Terrassen- und Stockwerksbau“, vom Strandbad aus bis heute zu sehen (1928, Vorstudien ab 1926)[36]
- Kommunale Wohnhausanlage Wien 14., Sebastian-Kelch-Gasse 1–3 (1928 / 1929), im Bezirksteil Breitensee, 50 Wohnungen
- Haus Beer, Wien 13., Wenzgasse 12, 1929 / 1930, mit Oskar Wlach;[37] das Haus soll als Museum zugänglich gemacht werden.[38]
- Kommunale Wohnhausanlage Wien 11., Simmeringer Hauptstraße 142–150, 1931 / 1932, 286 Wohnungen, gemeinsam mit Oskar Wlach; 2013 Rosa-Jochmann-Hof benannt
- Kommunale Wohnhausanlage Leopoldine-Glöckel-Hof, Wien 12., Steinbauergasse 1–7 / Gaudenzdorfer Gürtel 11 / Herthergasse 2 / Siebertgasse 15 (1931–1932), 318 Wohnungen
- Leitung der Planung und Errichtung der Werkbundsiedlung Wien der kommunalen Baugesellschaft Gesiba (Koordination mit rund 30 Architekten, darunter als einzige Frau Margarete Schütte-Lihotzky) im 13. Bezirk, Hietzing, Bezirksteil Lainz, und Entwurf Haus 13., Woinovichgasse 32 (bis 1932)
- Villenbauten in Falsterbo, Südschweden: Villa Claesson (1927),[39], Villa Carlsten (1927)[39] Villa Seth (1934), Villa Låftman (1934), Villa Wehtje (1936)[40][41]
- Arbeitersiedlung (1923) mit Kindertagesheim[42] und einer Villa[43] für den Fabriksdirektor Dr. Theo Herzberg-Fränkel[44][45] sowie ein Blockhaus / Landhaus für Hugo Bunzl im niederösterreichischen Ortmann bei Pernitz im Piestingtal.[46][47][44]

## Schriften
- Über die ursprüngliche Gestalt der kirchlichen Bauten des Leone Battista Alberti. Dissertation. Technische Hochschule Wien, Wien 1910, OBV.
- Architektur als Symbol. Elemente deutschen neuen Bauens. Schroll, Wien 1931, OBV.
  - Hermann Czech (Hrsg.): Architektur als Symbol. Elemente deutschen neuen Bauens. Zweite Auflage (Nachdruck der Ausgabe von 1931). Löcker, Wien 2005, ISBN 3-85409-395-0.
- — (Hrsg.): Die Internationale Werkbundsiedlung Wien 1932. 70 eingerichtete Einfamilienhäuser. Schroll, Wien 1932. – Volltext online (PDF; 32,7 MB).
- Das Leben des Malers Lucien Sander. Roman (Fotokopie eines undatierten, unveröffentlichten Manuskripts). S.l. 1942, OBV.
- Josef Frank. Schriften/Writings (Deutsch/Englisch); 2 Bände/2 Volumes; (Hrsg.): Tano Bojankin, Christopher Long und Iris Meder für das IPTS, Metroverlag, Wien 2012, ISBN 978-3-99300-086-8.
- Josef Frank: Betrachtungen über die Kunst unserer Zeit; (Hrsg.): Tano Bojankin, Caterina Cardamone, Hermann Czech, Christopher Long und Claudia Mazanek für das IPTS. Park Books, Zürich 2023.
- Träume. Komödie in fünf Akten. Typoskript. New York s. a., ÖNB.

## Literatur

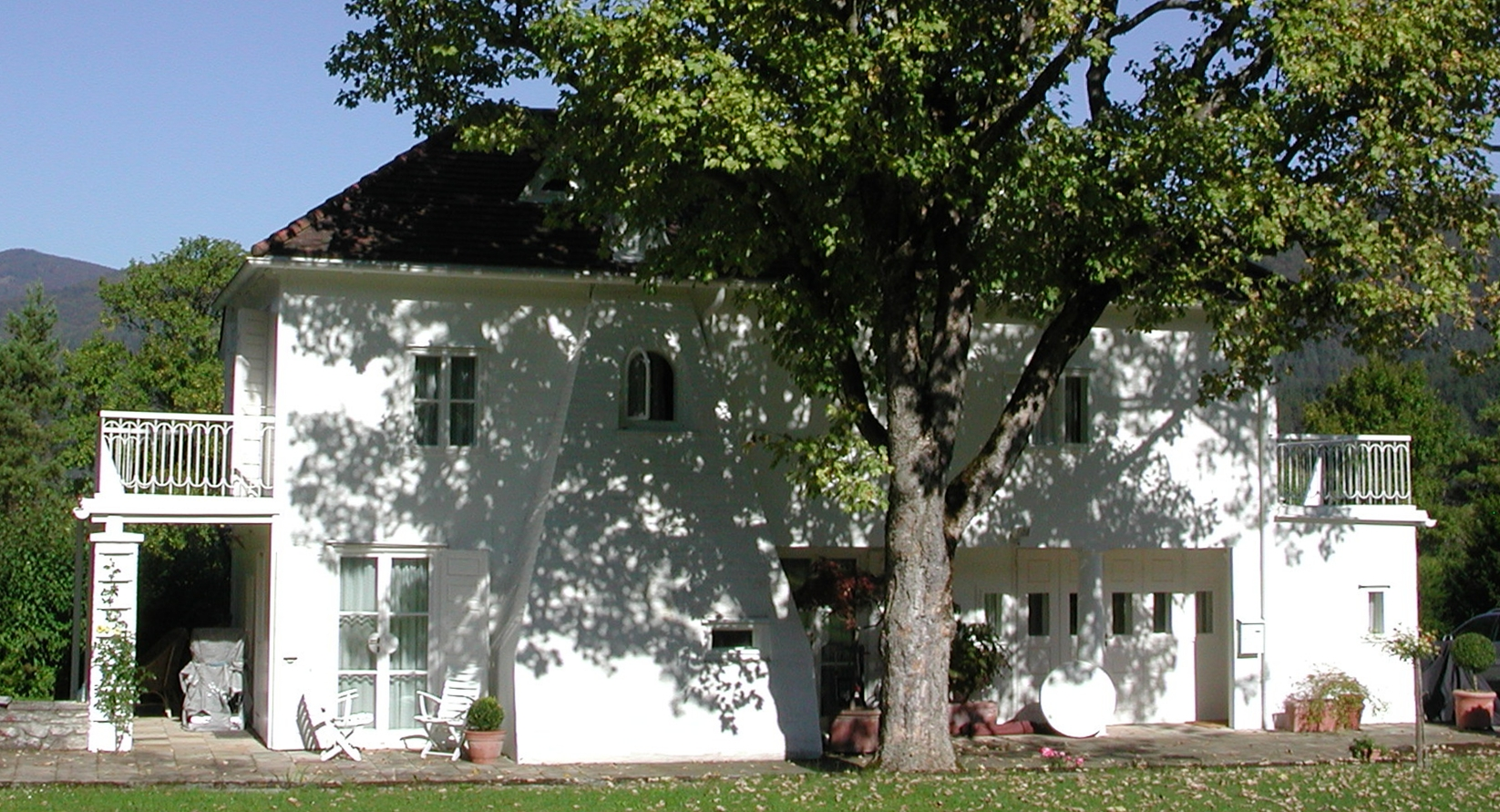
1914 ließ sich der Papier- und Filzfabrikant Hugo Bunzl – Familie Bunzl war einer der wichtigsten Auftraggeber Franks – sein eigenes weiß gestrichenes Holzhaus in Blockbauweise im Stil eines englischen Landhauses in Ortmann bei Pernitz, Niederösterreich, planen.